# 1886

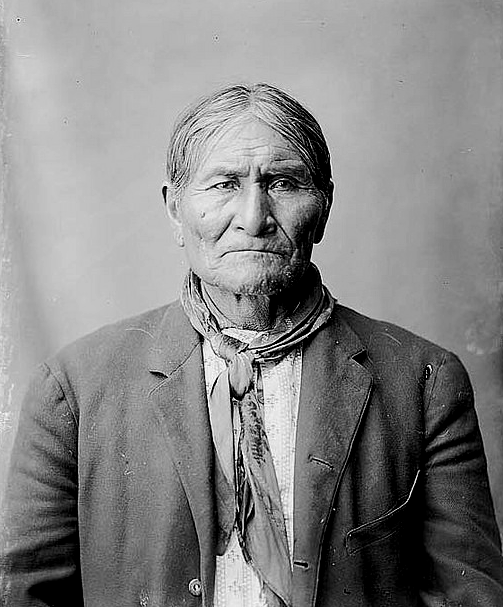
Geronimo

Het jaar 1886 is het 86e jaar in de 19e eeuw volgens de christelijke jaartelling.

## Gebeurtenissen
januari

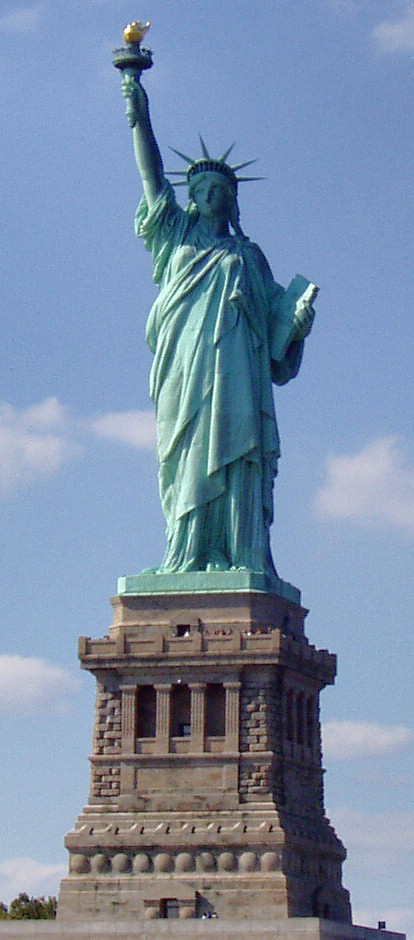
Het Vrijheidsbeeld

- Door de wijziging van het regeringsreglement  van Curaçao en onderhorigheden wordt de Koloniale raad een wetgevend lichaam en gaat voortaan in het openbaar vergaderen.
- 4 - In Amsterdam wordt door Pieter van Diggelen en anderen de Zuiderzeevereniging opgericht. De oprichters streven naar afsluiting van de Zuiderzee en de Waddenzee.
- 4 - De classis van de Nederlandse Hervormde Kerk in Amsterdam schorst 80 ouderlingen, kerkeraadsleden en predikanten. Onder hen is ook Abraham Kuyper.
- 6 - De geschorste Amsterdamse protestanten bezetten de Nieuwe Kerk door een paneel uit de deur te zagen.
- 13 - De Britse regering van Lord Palmerston maakt Lagos en omgeving los van de Goudkust.
- 18  - In Engeland wordt de eerste hockeybond opgericht.
- 29 - Karl Benz vraagt patent op de motorwagen, een op gas lopende driewieler.

februari
- 7, 8 en 9 - In de protestantse gemeenten van Kootwijk, Voorthuizen en Reitsum begint de Doleantie.
- 14 - De eerste trein met sinaasappelen vertrekt uit Californië naar het oosten van de Verenigde Staten.
- De Driebergse ijsclub "De Eendracht" wordt opgericht op 24 februari 1886.

maart
- 6 - Prinses Eulalia van Spanje trouwt te Madrid met prins Anton Maria van Orléans-Bourbon, kleinzoon van de Franse ex-koning Louis-Philippe.
- 13 - De Friesche IJsbond wordt opgericht om het Friese ijswegennet te onderhouden, vernielingen door stoomboten in de kanalen en sloten en stromingen door zeesluizen tegen te gaan.
- 15 - Nederlandse Gymnastiek Verbond opgericht (zie: turnen).
- 18 - Tijdens de herdenking van de commune van Parijs, mondt een bijeenkomst op de Place Saint-Lambert in Luik uit in een optocht doorheen de stad. Tijdens plunderingen en de daaropvolgende tussenkomst van de rijkswacht sterven meerdere betogers onder de sabels. Dit is het begin van twee maanden rellen en stakingen, die zullen leiden tot de eerste sociale wetten in België.
- 31 - Het Verenigd Koninkrijk sluit een verdrag met het Sultanaat Mahra, dat voortaan, inclusief het eiland Socotra  als Protectoraat Aden door het leven zal gaan.

april
- 8 - Carl Gassner verkrijgt octrooi op de droge zinkbatterij.
- 21 - De Comoren, met uitzondering van Mayotte dat reeds een Franse kolonie was, worden een Frans protectoraat.
- 25 -  Pasen valt dit jaar op de laatst mogelijke datum.

mei
- 1 tot 4 - Haymarket Riot: onlusten tussen politie en vakbonden in Chicago.
- 2 - Ericus Gerhardus Verkade richt de brood- en beschuitfabriek De Ruyter op.
- 8 - De frisdrank Coca-Cola wordt gelanceerd.
- 29 - De Tramlijn Veenwouden - Drachten is voltooid.
- De grens wordt vastgelegd tussen  Frans-West-Afrika en Portugees-Guinea, waardoor het gebied rond de  Casamance  definitief Frans wordt

juni
- 10 - Luitpold wordt prins-regent van Beieren.
- 11 - De Nationale Vergadering (Frankrijk) neemt de "pretendentenwet" aan die bepaalt, dat de hoofden van de huizen Bourbonn, Orléans en Bonaparte in het buitenland moeten gaan wonen.

juli
- 18 - De kusttram, die sinds vorig jaar rijdt tussen Oostende  en  Nieuwpoort, is verlengd naar Veurne.
- 24 -  De eerste Leidsche Zwemclub (LZC) wordt opgericht. De club, die later haar naam zou wijzigen in LZ 1886, is een van de mede-oprichters van de KNZB.
- 25 - In de Amsterdamse Jordaan vallen 26 doden bij het Palingoproer.

augustus
- 17 - Afgevaardigden van de vijf dolerende gemeenten komen voor het eerst bijeen in Reitsum.

september
- 1 - Waarschijnlijk doordat een dienstbode een spirituslampje heeft laten omvallen brandt het in 1885 geopende Kurhaus in Scheveningen geheel af.
- 4 - De leider der Apaches, Geronimo geeft zich over.
- 9 - Op initiatief van de Association Littéraire et Artistique en de Zwitserse Bondsraad sluiten acht landen, waaronder België, de Berner Conventie om het auteursrecht te regelen.
- 21 - In Gent wordt de Coöperatieve Maatschappij Vooruit officieel erkend.

oktober
- 28 - Het Vrijheidsbeeld wordt in New York onthuld.
- 31 - Opening van de Luis I-brug in Porto naar een ontwerp van Théophile Seyrig, de vroegere partner van Gustave Eiffel.

november
- 23 - Eerste rit van de stoomtram tussen de Gentse wijk Rabot en Zomergem.

december
- 10 - De Britse reddingboten "Eliza Fernley" van het reddingsstation Southport en "Laura Janet" van het reddingsstation St. Anne vergaan in zware storm tijdens een reddingspoging naar de Duitse bark "Mexico". 14 van de 16 redders komen daarbij om het leven. De bemanning van de "Mexico" is daarna nog gered door een derde reddingboot.

zonder datum
- De stad Johannesburg wordt gesticht in de Zuid-Afrikaansche Republiek.
- Prins Alexander van Bulgarije wordt tot aftreden gedwongen.
- In Tavolara wordt de monarchie afgeschaft.
- Otto I volgt Lodewijk II op als koning van Beieren. Luitpold blijft regent.
- In Nederland begint de Parlementaire enquête naar de toestand in fabrieken en werkplaatsen.
- De beide delen van Willemstad, Punda en Otrabanda, worden door een pontonbrug over de Sint Annabaai met elkaar verbonden.
- In Kinderdijk komt de eerste Nederlandse elektriciteitscentrale in bedrijf.
- Jean Moréas publiceert het Symbolistisch manifest.

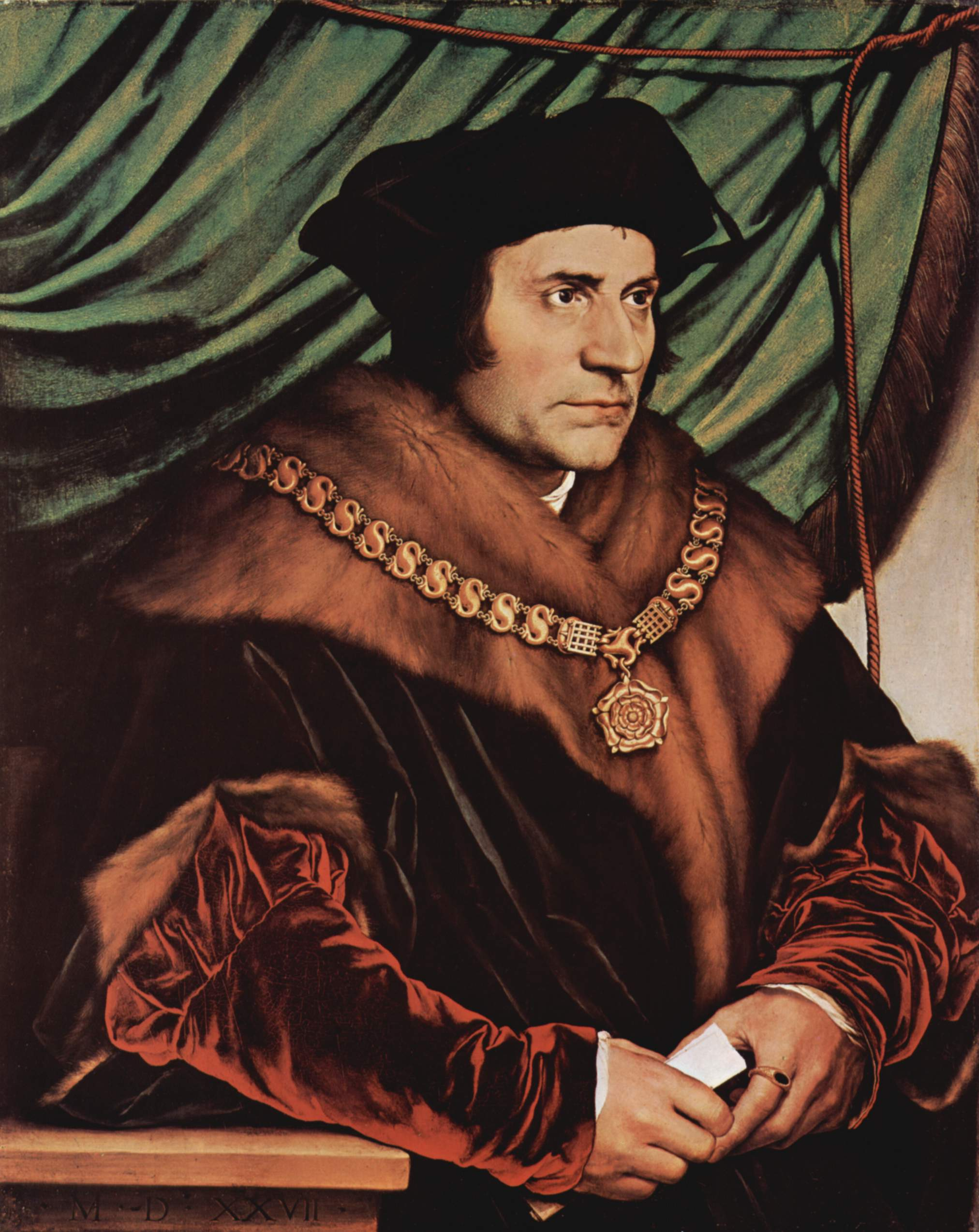
Thomas More

- Thomas More wordt Zalig verklaard.
- Het latere Israëlische volkslied Hatikwa wordt geschreven.
- De Zaanlander wordt opgericht.
- Ontdekking van het element Germanium.
- Paul-Émile Lecoq de Boisbaudran ontdekt dysprosium en isoleert gadoliniumoxide.
- Henri Moissan isoleert als eerste het element fluor.
- Het Hall-Héroult-proces maakt de elektrochemische productie van aluminium op grote schaal mogelijk.
- Bij het eerste wereldkampioenschap schaken behaalt Wilhelm Steinitz de wereldtitel.

## Muziek
- In Wenen, in het Carl-Theater, vindt de première plaats van de operette Der Vagabund van Carl Zeller
- Edvard Grieg componeert Sonate Nr. 3 in c-klein, opus 45 voor viool en piano
- Boekarest Filharmonisch Orkest 'George Enescu' opgericht

## Beeldende kunst
- Laatste expositie van het impressionisme. Het impressionisme gaat over in het postimpressionisme. Oprichting van de School van Pont-Aven.
- Auguste Rodin maakt De kus.
- Auguste Rodin start werk aan De Burgers van Calais.
- Plaatsing van het Vrijheidsbeeld in New York.

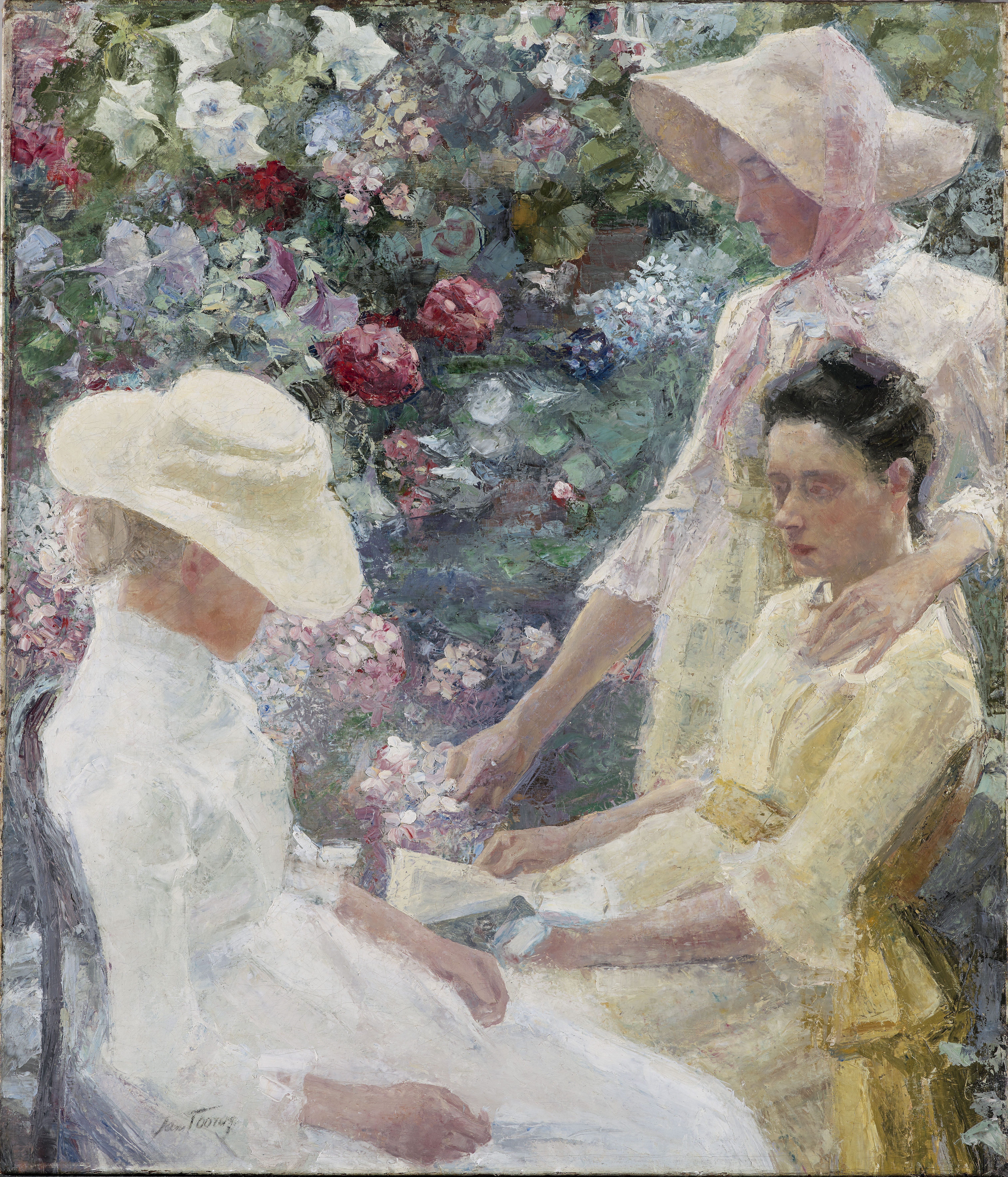
Trio fleuri (1886) Jan Toorop
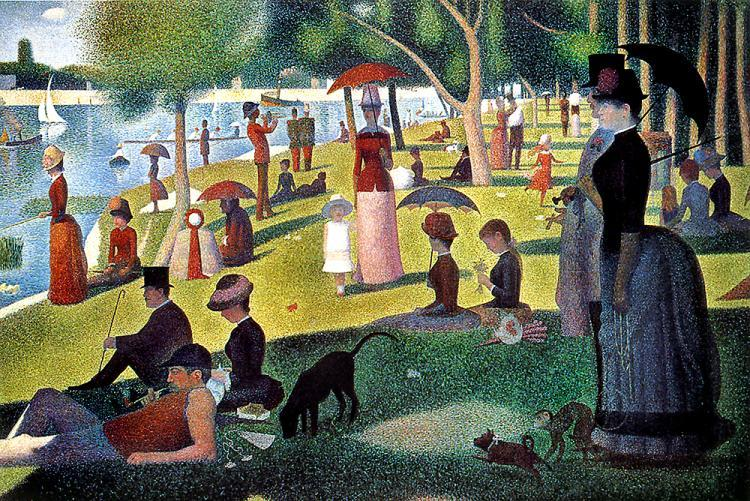
Un dimanche après-midi à l'Île de la Grande Jatte (1886) Georges Seurat
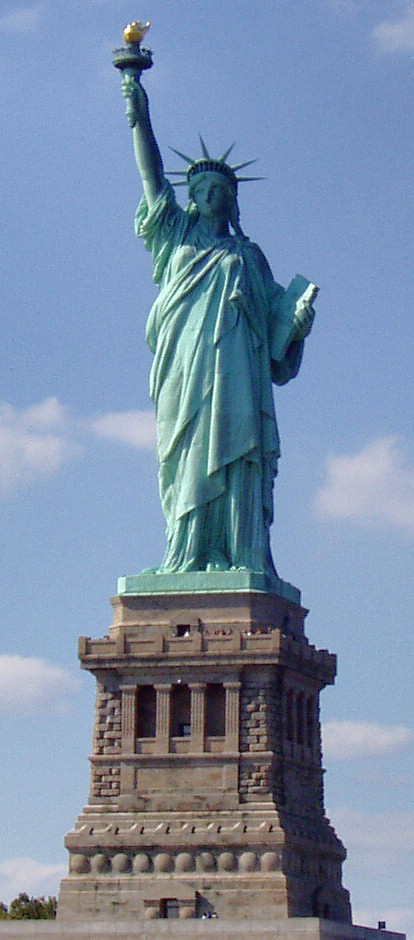
Vrijheidsbeeld Frédéric Bartholdi

## Bouwkunst

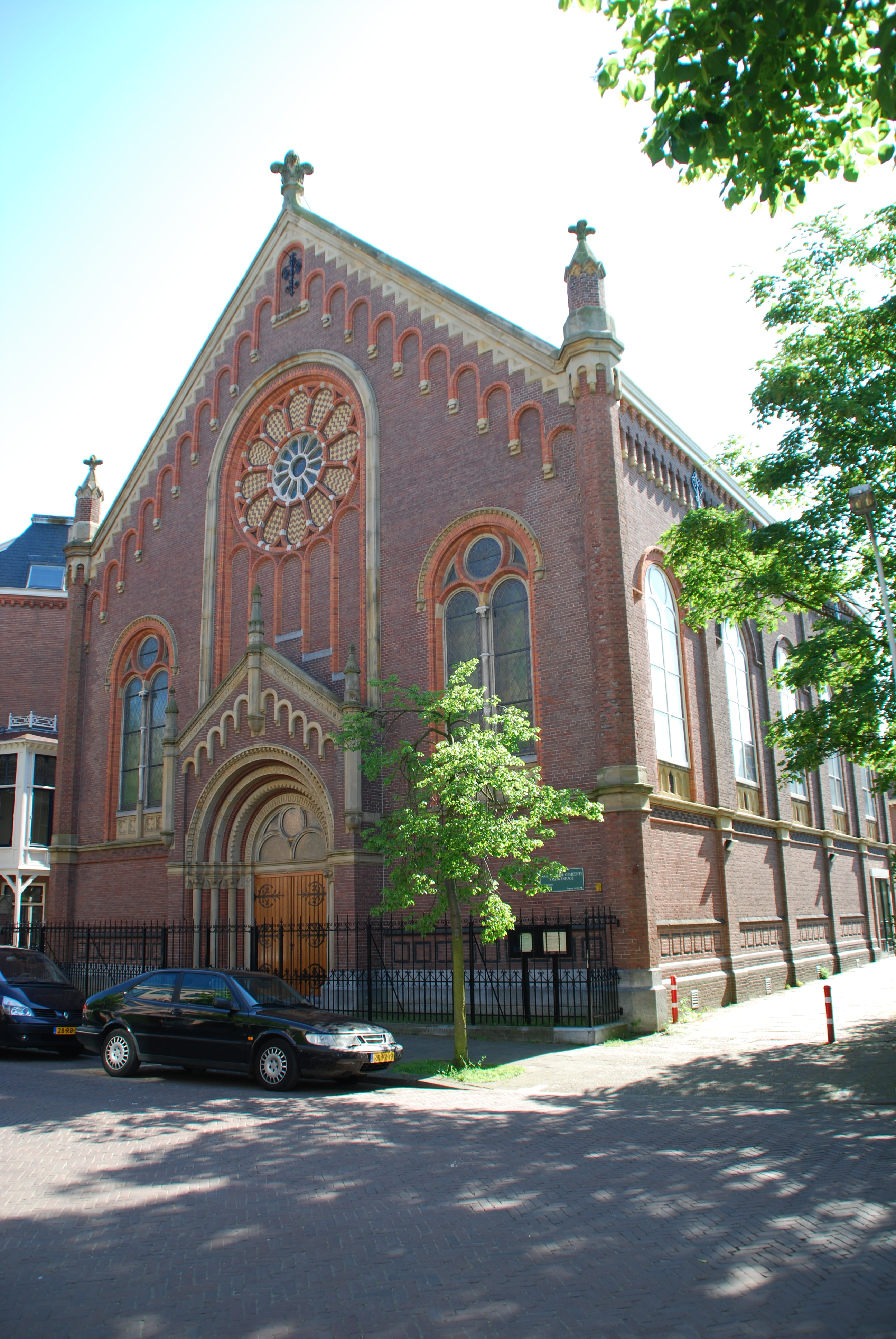
Paleiskerk (Den Haag)(1886) Klaas Stoffels

## Geboren

### januari
- 2 - Florence Lawrence, Canadees actrice (overleden 1938)
- 4 - Willi Zincke, Duits voetballer (overleden 1957)
- 11 - Frits Koolhoven, Nederlands luchtvaartpionier (overleden 1946)
- 14 - Hugh Lofting, Brits schrijver (overleden 1947)
- 18 - Peter Alma, Nederlands beeldend kunstenaar (overleden 1969)
- 20 - Arnold van den Bergh, Nederlands notaris (overleden 1950)
- 25 - Francisco Delgado, Filipijns advocaat, rechter, ambassadeur en politicus (overleden 1964)
- 25 - Robert Deveen, Belgisch voetballer (overleden 1939)
- 25 - Wilhelm Furtwängler, Duits dirigent (overleden 1954)
- 29 - Frans van Haaren, Nederlands jurist en burgemeester (overleden 1945)

### februari
- 1 - Pakubuwono XI van Surakarta, Indisch vorst (overleden 1945)
- 4 - Sune Almkvist, Zweeds voetballer (overleden 1975)
- 7 - Jan Huijgen, Nederlands atleet (overleden 1964)
- 17 - Lamme Benenga, Nederlands zwemmer (overleden 1963)
- 19 - Jose Abad Santos, Filipijns rechter (overleden 1942)
- 20 - Béla Kun, Hongaars politicus (overleden 1938)

### maart
- 1 - Julius Gustaaf Arnout Koenders, Surinaams onderwijzer en schrijver (overleden 1957)
- 1 - Oskar Kokoschka, Tsjechisch beeldend kunstenaar (overleden 1980)
- 2 - Vittorio Pozzo, Italiaans voetballer en voetbalcoach (overleden 1968)
- 2 - Leo Geyr von Schweppenburg, Duits generaal (overleden 1974)
- 4 - Jean Konings, Belgisch atleet (overleden 1974)
- 5 - Paul Radmilovic, Brits waterpoloër en zwemmer (overleden 1968)
- 8 - Edward Calvin Kendall, Amerikaans scheikundige en Nobelprijswinnaar (overleden 1972)
- 14 - Firmin Lambot, Belgisch wielrenner, winnaar Tour de France (1919 en 1922) (overleden 1964)
- 18 - Kurt Koffka, Duits psycholoog (overleden 1941)
- 18 - Marianne Philips, Nederlands schrijver (overleden 1951)
- 22 - Jimmy Speirs, Schots voetballer (overleden 1917)
- 26 - Hoyte Jolles, Nederlands schout-bij-nacht (overleden 1979)
- 27 - Ludwig Mies van der Rohe, Duits/Amerikaans architect (overleden 1969)
- 27 - Berend Tobia Boeyinga, Nederlands architect (overleden 1969)
- 27 - Sergej Kirov, Sovjet-Russisch revolutionair (overleden 1934)
- 28 - Ramon Diokno, Filipijns senator en rechter (overleden 1954)

### april
- 5 - Willy Derby, Nederlands zanger (overleden 1944)
- 10 - Helena Decoster, Belgisch bestuurster (overleden 1973)
- 10 - John Hayes, Amerikaans atleet (overleden 1965)
- 14 - Fausto Maria Martini, Italiaans schrijver (overleden 1931)
- 16 - Ernst Thälmann, Duits leider van de Kommunistische Partei Deutschlands (KPD) (overleden 1944)
- 20 - Pieter Westra, Nederlands bestuurder in Nederlands-Indië en Suriname (overleden 1947)
- 23 - Albert Gruppen, predikant (overleden 1955)
- 25 - Marie Brémont, Frans eeuwelinge (overleden 2001)
- 26 - Ma Rainey, Amerikaans blueszangeres (overleden 1939)
- 27 - Pura Villanueva-Kalaw, Filipijns schrijfster en suffragette (overleden 1954)
- 28 - Karel Henri Broekhoff, Nederlands politiefunctionaris (overleden 1946)
- 30 - Jose Maria Veloso, Filipijns politicus (overleden 1969)

### mei
- 1 - Reinier van Genderen Stort, Nederlands schrijver en dichter (overleden 1942)
- 5 - Kingsley Fairbridge, welzijnswerker in West-Australië (overleden 1924)
- 7 - Maurice Vertongen, Belgisch voetballer  (overleden 1964)
- 7 - Zwaantje Bosman, Nederlandse verzetsstrijdster (overleden onbekend)
- 9 - Edu Snethlage, Nederlands voetballer en medicus (overleden 1941)
- 10 - Karl Barth, Zwitsers theoloog (overleden 1968)
- 10 - Felix Manalo, Filipijns geestelijk leider Iglesia ni Cristo (overleden 1963)
- 14 - Abraham Tuschinski, Pools/Nederlands bioscoopexploitant (overleden 1942)
- 15 - Mary Borden, Amerikaans-Brits schrijfster (overleden 1968)
- 17 - Alfons XIII, koning van Spanje (1886-1931) (overleden 1941)
- 22 - Georges Nélis, oprichter van Sabena (overleden 1929)
- 25 - Johannes Boelstra, Nederlands politiefunctionaris (overleden 1951)
- 26 - Al Jolson, Amerikaans zanger en filmster (overleden 1950)
- 31 - Matthieu Wiegman, Nederlands beeldend kunstenaar (overleden 1971)

### juni
- 4 - Francisca Tirona-Benitez, Filipijns universiteitsbestuurder (overleden 1974)
- 6 - Pelageja Osipovna Zakoerdajeva, Russisch eeuwelinge (overleden 2005)
- 15 - Frank Clement, Brits autocoureur (overleden 1970)

### juli
- 5 - Willem Drees, Nederlands minister-president (overleden 1988)
- 5 - Felix Timmermans, Belgisch schrijver (overleden 1947)
- 6 - Methodius Trčka, Tsjechisch geestelijke en martelaar (overleden 1959)
- 9 - Frans Frencken, Nederlands r.k. geestelijke en christelijk activist (overleden 1946)
- 10 - John Vereker (Lord Gort), Brits veldmaarschalk (overleden 1946)
- 15 - Harry Green, Brits atleet (overleden 1934)
- 16 - Bram Evers, Nederlands atleet (overleden 1952)
- 17 - Oscar Vankesbeeck, Belgisch liberaal volksvertegenwoordiger (overleden 1943)
- 21 - Jan-Frans Cantré, Belgisch kunstenaar (overleden 1931)
- 25 - Hans von Blixen-Finecke sr., Zweeds ruiter  (overleden 1917)
- 27 - Rebekka Biegel, Nederlands psychologe (overleden 1943)
- 28 - Coen van Veenhuijsen, Nederlands atleet (overleden 1977)
- 31 - Constant Permeke, Belgisch schilder (overleden 1952)

### augustus
- 1 - Isaäc Keesing jr., Nederlands uitgever (overleden 1966)
- 13 - Antonio Abad, Filipijns schrijver (overleden 1964)
- 18 - Sylva Brébart, Belgisch voetballer (overleden 1943)
- 20 - Paul Tillich, Duits/Amerikaans theoloog (overleden 1965)
- 25 - Wim Braams, Nederlands atleet (overleden 1955)
- 25 - Willi Worpitzky, Duits voetballer (overleden 1953)
- 26 - Rudolf Belling, Duits beeldhouwer (overleden 1972)
- 27 - Nicolette Bruining, Nederlands theologe, predikante en omroepvoorzitter (overleden 1963)

### september
- 1 - Tarsila do Amaral, Braziliaans schilderes en tekenares (overleden 1973)
- 1 - Othmar Schoeck, Zwitsers componist en dirigent (overleden 1957)
- 6 - Hans von Obstfelder, Duits generaal (overleden 1976)
- 12 - H.D. (= Hilda Doolittle), Amerikaans schrijfster (overleden 1961)
- 13 - Robert Robinson, Brits chemicus en Nobelprijswinnaar (overleden 1975)
- 16 - Jean Arp, Frans kunstenaar (overleden 1966)
- 19 - Alfred Felber, Zwitsers roeier (overleden 1967)
- 20 - Charles Williams, Brits schrijver (overleden 1945)
- 24 - Luis del Rosario, Filipijns aartsbisschop (overleden 1970)
- 27 - Lucien Gaudin, Frans schermer (overleden 1934)
- 29 - Jan Drijver, Nederlands ornitholoog en natuurbeschermer (overleden 1963)
- 30 - Wilhelm Marschall, Duits admiraal (overleden 1976)

### oktober
- 2 - Robert Trumpler, Amerikaans astronoom (overleden 1956)
- 5 - Han Hollander, Nederlands sportverslaggever (overleden 1943)
- 6 - Edwin Fischer, Zwitsers pianist en dirigent (overleden 1960)
- 11 - Conrad Helfrich, Nederlands admiraal (overleden 1962)
- 12 - Christiaan Pieter Gunning, Nederlands pedagoog en classicus (overleden 1960)
- 13 - Ben Stom, Nederlands voetballer (overleden 1965)
- 14 - Jacques Drielsma, Surinaams jurist en politicus (overleden 1975)
- 16 - David Ben-Gurion, eerste premier van Israël (1948-1953, 1955-1963) (overleden 1973)
- 19 - Adolf Werner, Duits voetballer (overleden 1975)
- 20 - Ekko Oosterhuis, Nederlands natuurkundige (overleden 1966)
- 20 - Frederic Bartlett, Engels psycholoog (overleden 1969)
- 21 - Karl Polanyi, Hongaars econoom en socioloog (overleden 1964)
- 24 - Delmira Agustini, Uruguayaans dichter (overleden 1914)
- 24 - Emile Verviers, Nederlands econoom en publicist (overleden 1968)
- 25 - Leo G. Carroll, Brits acteur (overleden 1972)

### november
- 7 - Aaron Nimzowitsch, Lets schaker (overleden 1935)
- 12 - Rad Kortenhorst, Nederlands advocaat en politicus (overleden 1963)
- 13 - Mary Wigman, Duits danseres en choreografe (overleden 1973)
- 20 - Karl von Frisch, Oostenrijks zoöloog (overleden 1982)

### december
- 1 - Alfredo Brown, Argentijns voetballer (overleden 1958)
- 1 - Rex Stout, Amerikaans schrijver (overleden 1975)
- 3 - Manne Siegbahn, Zweeds natuurkundige (overleden 1978)
- 4 - Wassily Kandinsky, Russisch/Frans expressionistisch schilder (overleden 1944)
- 4 - Jan Thomée, Nederlands voetballer en huisarts (overleden 1954)
- 5 - Pieter Oud, Nederlands politicus en geschiedschrijver (overleden 1968)
- 6 - Joyce Kilmer, Amerikaans dichter (overleden 1918)
- 8 - Diego Rivera, Mexicaans schilder (overleden 1957)
- 10 - Franz Rosenzweig Duits godsdienstfilosoof (overleden 1929)
- 10 - Annie Bos, Nederlands actrice (overleden 1975)
- 18 - Julius del Prado, Surinaams politicus (overleden 1945)
- 20 - Jan Gerko Wiebenga, Nederlands architect (overleden 1974)
- 24 - Michael Curtiz, Hongaars-Amerikaans filmregisseur  (overleden 1962)
- 25 - Gotthard Heinrici, Duits generaal (overleden 1971)
- 26 - Gyula Gömbös, Hongaars politicus (overleden 1936)

## Overleden
januari
- 17 - Amilcare Ponchielli (51), Italiaans componist
- 26 - David Rice Atchinson (78), Amerikaans politicus

mei
- 1 - Conrad Busken Huet (59), Nederlands schrijver en literatuurcriticus
- 23 - Leopold von Ranke (90), Duits historicus

juni
- 3 - Carolus Lwanga (30), Oegandees cathechist en martelaar

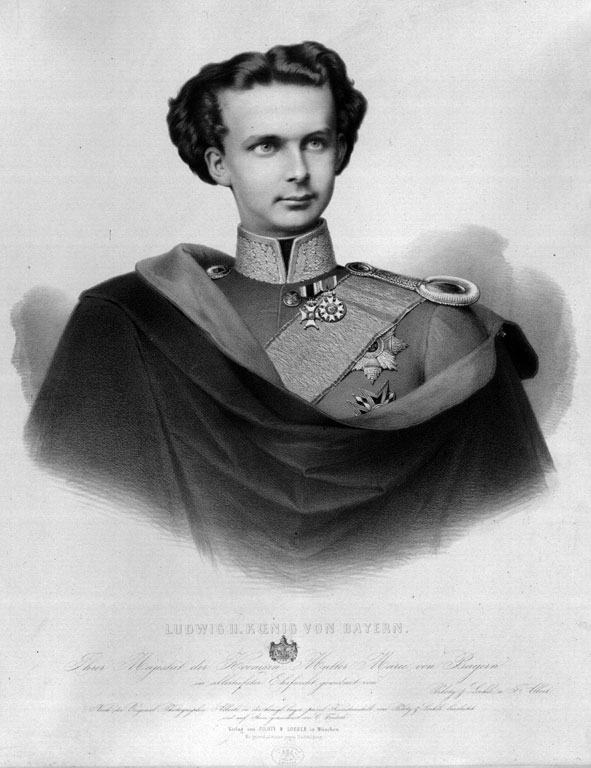
Lodewijk II van Beieren

- 13 - Lodewijk II van Beieren (40), Duits vorst alias de Sprookjeskoning
- 18 - Joannes Paredis (90), Nederlands R.K. geestelijke, bisschop van Roermond (1853-1886)

juli
- 31 - Franz Liszt (74), Oostenrijk-Hongaars componist

augustus
- 11 - Lydia Koidula (42), Estisch dichteres
- 14 - Edmond Laguerre (52), Frans wiskundige
- 16 - Ramakrishna (50), Bengaals hindoe-mysticus.

september
- 3 - Christoffel Meyer Nap (79), Nederlands advocaat en politicus
- 23 - Thomas Webster (86), Engels kunstschilder

oktober
- 21 - Frederick Guthrie (53), Engels natuur- en scheikundige

november
- 18 - Chester Arthur (56), 21ste president van de Verenigde Staten
- 18 - Dirk Vreede (67), Nederlands politicus

december
- 5 - Petrus Hofstede de Groot (84), Nederlands theoloog
- 10 - Marco Minghetti (68), Italiaans politicus
- 13 - George Fletcher Moore (88), vooraanstaand pionier in koloniaal West-Australië

datum onbekend
- Karl Daubigny, Frans schilder

## Weerextremen in België
- 6 januari: hoogste etmaalsom van de neerslag ooit op deze dag: 32 mm.
- 8 april: hoogste etmaalsom van de neerslag ooit op deze dag: 20.9 mm.
- 1 mei: laagste minimumtemperatuur ooit op deze dag: -1,3 °C.
- 12 mei: hoogste etmaalsom van de neerslag ooit op deze dag: 16,2 mm.
- 28 juli: laagste etmaalgemiddelde temperatuur ooit op deze dag: 12,1 °C.
- 30 juli: hoogste etmaalsom van de neerslag ooit op deze dag: 28,9 mm.
- 4 augustus: laagste etmaalgemiddelde temperatuur ooit op deze dag: 12,9 °C.
- 31 augustus: hoogste etmaalgemiddelde temperatuur ooit op deze dag: 24,2 °C.
- 1 september: hoogste etmaalgemiddelde temperatuur ooit op deze dag: 24,8 °C.
- 17 september: laagste minimumtemperatuur ooit op deze dag: 3,4 °C.
- 18 september: laagste minimumtemperatuur ooit op deze dag: 3,6 °C.